# ذراع تي سلامة

تعديل مصدري - تعديل

ذراع تي سلامة هي إحدى قرى عزلة سباح بمديرية سباح التابعة لمحافظة أبين، بلغ تعداد سكانها 74 نسمة حسب تعداد اليمن لعام 2004.